# César Marcelak
César Marcelak (* 5. Januar 1913 in Mülheim an der Ruhr; † 17. Februar 2005 in Bully-les-Mines bei Liévin, Département Pas-de-Calais) war ein französischer Radrennfahrer.
Marcelak stammte ursprünglich aus Polen. Am 27. Juli 1947 erhielt er die französische Staatsbürgerschaft.
Ebenfalls 1947 entschloss er sich, Profirennfahrer zu werden, nachdem er von 1937 bis 1946 mit einer Lizenz als Unabhängiger gestartet war. 1948 und 1949 nahm er an der Tour de France teil. Seine beste Platzierung erreichte er 1949 auf der dritten Etappe zwischen Brüssel und Boulogne-sur-Mer, als er hinter dem Belgier Norbert Callens Zweiter wurde. 1948 siegte er im Etappenrennen Tour de la Manche. Ab 1956 fuhr er wieder als Unabhängiger. 
Den größten Erfolg seiner Laufbahn feierte er 1948 mit dem Titel des französischen Straßenmeisters.
Marcelak starb im Februar 2005 im Alter von 92 Jahren.